# Frigento
Frigento is een gemeente in de Italiaanse provincie Avellino (regio Campanië) en telt 4115 inwoners (31-12-2004). De oppervlakte bedraagt 37,7 km², de bevolkingsdichtheid is 111 inwoners per km².

## Demografie
Frigento telt ongeveer 1431 huishoudens. Het aantal inwoners daalde in de periode 1991-2001 met 0,5% volgens cijfers uit de tienjaarlijkse volkstellingen van ISTAT.
| Jaar | Inwoneraantal |
| ---- | ------------- |
| 1991 | 4147          |
| 2001 | 4126          |

## Geografie
De gemeente ligt op ongeveer 900 meter boven zeeniveau.
Frigento grenst aan de volgende gemeenten: Carife, Flumeri, Gesualdo, Grottaminarda, Guardia Lombardi, Rocca San Felice, Sturno, Villamaina.